# Комоара
Комоара (рум. Comoara) — село у повіті Телеорман в Румунії. Входить до складу комуни Дрегенешть-Влашка.
Село розташоване на відстані 59 км на південний захід від Бухареста, 21 км на північний схід від Александрії, 137 км на схід від Крайови.

## Населення
За даними перепису населення 2002 року у селі проживали 709 осіб. Усі жителі села рідною мовою назвали румунську.
Національний склад населення села:
| Національність | Кількість осіб | Відсоток |
| -------------- | -------------- | -------- |
| румуни         | 657            | 92,7%    |
| цигани         | 52             | 7,3%     |